# Aérodrome de Saint-Laurent-du-Maroni
 (avril 2025).
L'aérodrome de Saint-Laurent-du-Maroni (code IATA : LDX • code OACI : SOOM) est un aérodrome situé au nord de la Guyane française dans la commune de Saint-Laurent-du-Maroni, près de la frontière avec le Suriname.

## Caractéristiques
Cette piste revêtue mesure 1 000 m pour 18 m de large.
L'aéroport comporte 2 taxiways dont un revêtu et un non revêtu. Les deux rejoignent la piste et le parking.

## Situation
| \| 50 km1:7 108 000 \| Cayenne Saül Saint-Laurent · du-Maroni Saint-Georges · de-l'Oyapock Maripasoula Grand-Santi Régina Camopi Saint-Élie Ouanary |
| 50 km1:7 108 000 |

## Compagnies et destinations
| Compagnies         | Destinations                                     |
| ------------------ | ------------------------------------------------ |
| Air Guyane Express | Cayenne-F. Éboué, Grand-Santi, Maripasoula, Saül |

## Statistiques
Pour des raisons techniques, il est temporairement impossible d'afficher le graphique qui aurait dû être présenté ici.

Voir la requête brute et les sources sur Wikidata.